# Veine thalamo-striée supérieure
La veine thalamo-striée supérieure (ou veine terminale ou veine du corps strié ou veine des corps opto-striés ou veine opto-striée) est une veine profonde du cerveau qui nait dans le sillon séparant le corps strié du thalamus qu'elle parcourt d'arrière en avant, étant alimentée par plusieurs veines venant de ces zones.
Derrière le fornix, elle conflue avec la veine du septum pellucidum et la veine choroïde inférieure pour former la veine cérébrale interne.